# Pryšec mnohobarvý

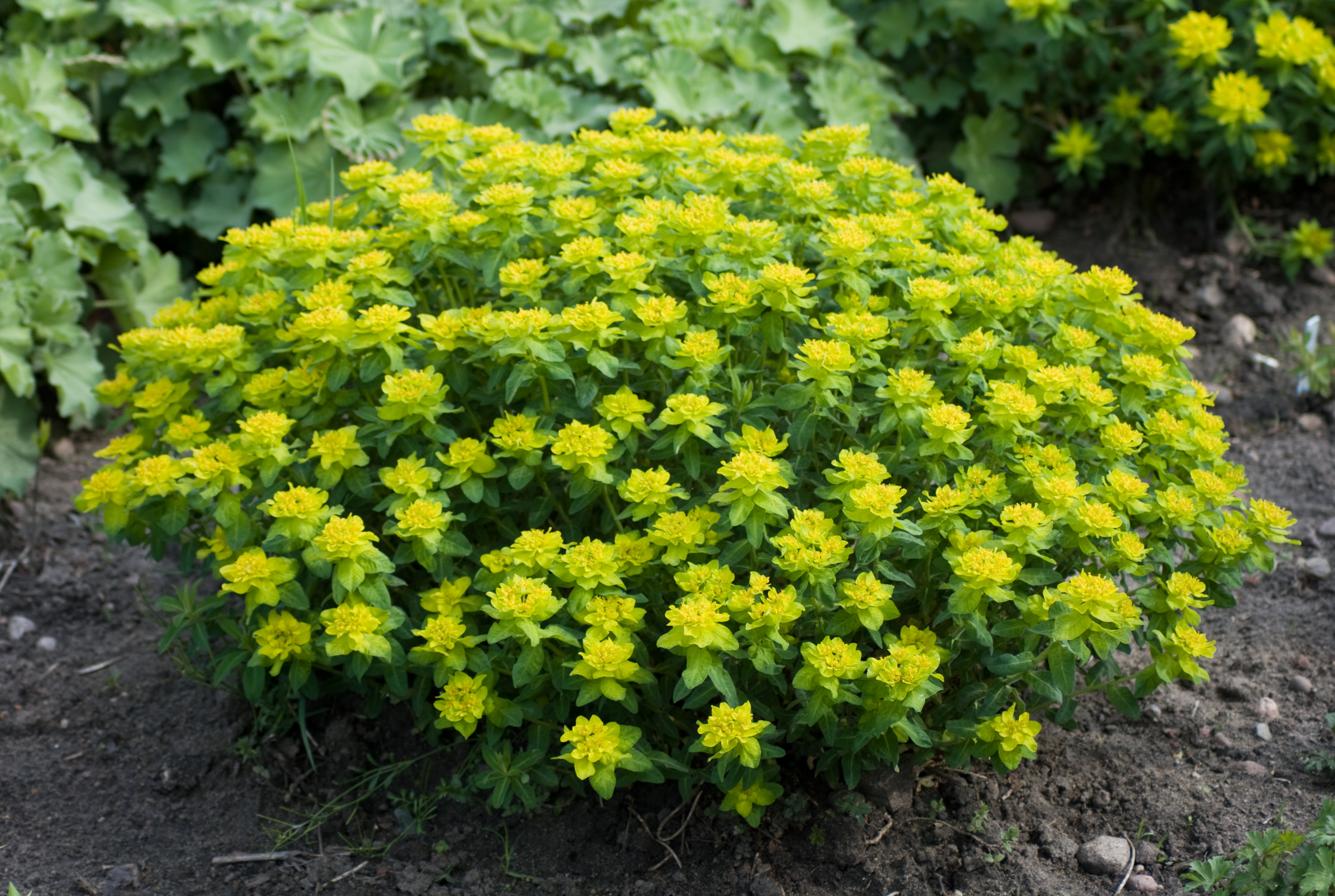
Celá rostlina

Pryšec mnohobarvý (Euphorbia epithymoides) je dvouletá nebo krátce vytrvalá bylina z čeledi pryšcovitých. Kvete od května do července. Květy i listeny v květenství jsou zbarveny žlutě. Plod je tobolka. Při poranění roní bílou tekutinu, která může způsobit podráždění pokožky. Dorůstá asi 50 cm výšky.

## Rozšíření
Rostlina je původní v oblasti od jihovýchodní části střední Evropy po Moldávii a jihozápadní Ukrajinu. V České republice se vyskytuje pouze na jižní a střední Moravě, v oblasti Panonského termofytika a přilehlých oblastí mezofytika (Moravské podhůří Vysočiny, Moravský kras). Nejčastěji roste na výslunných kamenitých stráních, ve světlých křovinách, teplomilných doubravách a v lesních lemech, zejména na vápenitých podkladech. Patří zde k ohroženým druhům (kategorie C3).

## Taxonomie

### Vědecké názvy
Pryšec mnohobarvý byl popsán pod jinými, dnes neplatnými, ale používanými názvy jako je např. Euphorbia polychroma, Tithymalus epithymoides.

### České názvy
Pryšec mnohobarvý byl pod jinými, dnes neplatnými a nepoužívanými českými botanickými názvy jako například pryšec červenoplodý.

## Použití
Rostlina je vhodná pro výsadbu do nádob, skalek, záhonů, suchých zídek nebo v xerofytních výsadbách a přírodních zahradách. Ceněny jsou pestrolisté kultivary.

### Pěstování
Je považován za druh, který se pěstuje snadno. Rostlina preferuje výsluní nebo světlé stanoviště, propustnou půdu, spíše sušší. Pěstuje se ale i v běžné propustné živné půdě s dostatečnou vlhkostí. Snáší přísušky. Pryšec mnohobarvý je třeba po přezimování seřezat, v ČR přezimuje spolehlivě.

## Množení
Druh lze rozmnožovat semenem nebo dělením.